# Bondsrepubliek Duitsland op de Olympische Winterspelen 1980
Tijdens de Olympische Winterspelen van 1980, die in Lake Placid (Verenigde Staten) werden gehouden, nam de Bondsrepubliek Duitsland (informeel:West-Duitsland) voor de vierde keer deel naast een team uit de DDR.

## Medailleoverzicht
| Sport       | Olympiër                                                | Discipline             | Medaille |
| ----------- | ------------------------------------------------------- | ---------------------- | -------- |
| Alpineskiën | Irene Epple                                             | reuzenslalom (v)       | Zilver   |
| Alpineskiën | Christa Kinshofer                                       | slalom (v)             | Zilver   |
| Biatlon     | Franz Bernreiter Hans Estner Peter Angerer Gerd Winkler | 4x7,5 km estafette (m) | Brons    |
| Kunstrijden | Dagmar Lurz                                             | vrouwen                | Brons    |
| Rodelen     | Anton Winkler                                           | mannen                 | Brons    |

## Deelnemers en resultaten

### Alpineskiën
| Olympiër             | Discipline       | Resultaat | Prestatie                        |
| -------------------- | ---------------- | --------- | -------------------------------- |
| Albert Burger        | reuzenslalom (m) | 20e       | 2.46,12 (+5,38) 1.22,59+1.23,53  |
| Albert Burger        | slalom (m)       | dq-2      | diskwalificatie run 2            |
| Sepp Ferstl          | reuzenslalom (m) | 34e       | 2.53,03 (+12,29) 1.25,86+1.27,17 |
| Sepp Ferstl          | slalom (m)       | 25e       | 1.59,30 (+15,04) 1.01,77+57,53   |
| Christian Neureuther | slalom (m)       | 5e        | 1.45,14 (+0,88) 54,37+50,77      |
| Michael Veith        | afdaling (m)     | 23e       | 1.50,00 (+4,50)                  |
| Frank Wörndl         | reuzenslalom (m) | 17e       | 2.45,58 (+4,84) 1.21,70+1.23,88  |
| Frank Wörndl         | slalom (m)       | 10e       | 1.47,19 (+2,93) 55,30+51,89      |
| Monika Bader         | afdaling (v)     | 21e       | 1.41,96 (+4,44)                  |
| Pamela Behr          | slalom (v)       | dnf-1     | opgave run 1                     |
| Irene Epple          | afdaling (v)     | 19e       | 1.41,68 (+4,16)                  |
| Irene Epple          | reuzenslalom (v) | Zilver    | 2.42,12 (+0,46) 1.14,75+1.27,37  |
| Irene Epple          | slalom (v)       | dnf-2     | opgave run 2                     |
| Maria Epple          | reuzenslalom (v) | 8e        | 2.45,56 (+3,90) 1.16,20+1.29,36  |
| Christa Kinshofer    | reuzenslalom (v) | 5e        | 2.42,63 (+0,97) 1.15,19+1.27,44  |
| Christa Kinshofer    | slalom (v)       | Zilver    | 1.26,50 (+1,41) 42,74+43,76      |
| Evi Mittermaier      | afdaling (v)     | 17e       | 1.41,26 (+3,74)                  |
| Regine Mösenlechner  | reuzenslalom (v) | dnf-2     | opgave run 2                     |
| Regine Mösenlechner  | slalom (v)       | dnf-1     | opgave run 1                     |
| Marianne Zechmeister | afdaling (v)     | 9e        | 1.39,96 (+2,44)                  |

### Biatlon
| Olympiër                                                | Discipline             | Resultaat | Prestatie                                                                                            |
| ------------------------------------------------------- | ---------------------- | --------- | --- |
| Peter Angerer                                           | 10 km (m)              | 8e        | 34.13,43 (+2.02,74) pen.: 4 (2 / 2)                                                                  |
| Peter Angerer                                           | 20 km (m)              | 27e       | 1:16.07,60 (+7.51,29) pen.: 8 (3 / 2 / 1 / 2)                                                        |
| Fritz Fischer                                           | 10 km (m)              | 27e       | 36.29,87 (+4.19,18) pen.: 4 (2 / 2)                                                                  |
| Alois Kanamüller                                        | 20 km (m)              | 29e       | 1:17.34,80 (+9.18,49) pen.: 6 (2 / 3 / 0 / 1)                                                        |
| Gerd Winkler                                            | 10 km (m)              | 10e       | 34.24,16 (+2.13,47) pen.: 1 (1 / 0)                                                                  |
| Gerd Winkler                                            | 20 km (m)              | 30e       | 1:17.48,57 (+9.32,26) pen.: 7 (3 / 0 / 2 / 2)                                                        |
| Franz Bernreiter Hans Estner Peter Angerer Gerd Winkler | 4x7,5 km estafette (m) | Brons     | 1:37.30,26 (+3.26,99) pen.: 2-15 (2-3 / 0-4 / 0-4 / 0-4) (24.53,58 / 24.31,97 / 23.31,20 / 24.33,51) |

### Bobsleeën
| Olympiër                                                       | Discipline                      | Resultaat | Prestatie                                               |
| -------------------------------------------------------------- | ------------------------------- | --------- | ------------------------------------------------------- |
| Peter Hell Heinz Busche                                        | 2-mansbob (m) West-Duitsland I  | 8e        | 4.13,74 (+4,38) (1.03,87 / 1.03,63 / 1.02,91 / 1.03,33) |
| Georg Großmann Alexander Wernsdorfer                           | 2-mansbob (m) West-Duitsland II | 12e       | 4.16,13 (+6,77) (1.03,50 / 1.04,93 / 1.03,85 / 1.03,85) |
| Peter Hell Hans Wagner Heinz Busche Walter Barfuß              | 4-mansbob (m) West-Duitsland I  | 7e        | 4.04,40 (+4,48) (1.01,14 / 1.01,22 / 1.00,57 / 1.01,47) |
| Alois Schnorbus Lothar Pongratz Jürgen Hofmann Martin Meinberg | 4-mansbob (m) West-Duitsland II | 10e       | 4.05,15 (+5,23) (1.01,54 / 1.01,47 / 1.00,93 / 1.01,21) |

### Kunstrijden
| Olympiër                            | Discipline | Resultaat | Prestatie               |
| ----------------------------------- | ---------- | --------- | ----------------------- |
| Rudi Cerne                          | mannen     | 13e       | pc. 116,0; 159,3 punten |
| Dagmar Lurz                         | vrouwen    | Brons     | pc. 28,0; 183,0 punten  |
| Karin Riediger                      | vrouwen    | 13e       | pc. 120,0; 166,3 punten |
| Christina Riegel                    | vrouwen    | 18e       | pc. 162,0; 149,5 punten |
| Christina Riegel Andreas Nischwitz  | paarrijden | 8e        | pc. 71,0; 131,7 punten  |
| Henriette Fröschl Christian Steiner | ijsdansen  | 10e       | pc. 94,0; 178,4 punten  |

### Langlaufen
| Olympiër                                              | Discipline            | Resultaat | Prestatie                                                         |
| ----------------------------------------------------- | --------------------- | --------- | ----------------------------------------------------------------- |
| Jochen Behle                                          | 15 km (m)             | 12e       | 43.16,05 (+1.18,42)                                               |
| Wolfgang Müller                                       | 15 km (m)             | 21e       | 44.02,54 (+2.04,91)                                               |
| Wolfgang Müller                                       | 30 km (m)             | 37e       | 1:35.37,46 (+8.34,66)                                             |
| Dieter Notz                                           | 15 km (m)             | 36e       | 44.54,11 (+2.56,48)                                               |
| Dieter Notz                                           | 30 km (m)             | 22e       | 1:31.58,27 (+4.55,47)                                             |
| Dieter Notz                                           | 50 km (m)             | 22e       | 2:37.47,41 (+10.22,81)                                            |
| Josef Schneider                                       | 30 km (m)             | 31e       | 1:34.05,33 (+7.02,53)                                             |
| Josef Schneider                                       | 50 km (m)             | 29e       | 2:40.49,68 (+13.25,08)                                            |
| Franz Schöbel                                         | 50 km (m)             | 28e       | 2:40.25,96 (+13.01,36)                                            |
| Peter Zipfel                                          | 15 km (m)             | 26e       | 44.38,23 (+2.40,60)                                               |
| Peter Zipfel                                          | 30 km (m)             | 40e       | 1:36.06,95 (+9.04,15)                                             |
| Peter Zipfel                                          | 50 km (m)             | 21e       | 2:37.09,74 (+9.45,14)                                             |
| Peter Zipfel Wolfgang Müller Dieter Notz Jochen Behle | 4x10 km estafette (m) | 4e        | 2:00.22,74 (+3.19,28) (30.57,65 / 30.27,07 / 29.37,29 / 29.20,73) |
| Karin Jäger                                           | 5 km (v)              | 32e       | 16.38,47 (+1.31,55)                                               |
| Karin Jäger                                           | 10 km (v)             | 26e       | 33.01,76 (+2.30,22)                                               |
| Susi Riermeier                                        | 5 km (v)              | 31e       | 16.31,07 (+1.24,15)                                               |
| Susi Riermeier                                        | 10 km (v)             | 21e       | 32.37,57 (+2.06,03)                                               |

### Noordse combinatie
| Olympiër         | Discipline | Resultaat | Prestatie                                                                                            |
| ---------------- | ---------- | --------- | --- |
| Hubert Schwarz   | mannen     | 9e        | 402,15 punten schans: 219,6 p 85,6 (69,0 m)+106,1 (81,0 m)+113,5 (84,5 m) 15 km: 182,55 p (51.54,02) |
| Urban Hettich    | mannen     | 14e       | 390,53 punten schans: 174,2 p 78,8 (66,0 m)+91,5 (75,0 m)+82,7 (71,5 m) 15 km: 216,33 p (48.09,00)   |
| Hermann Weinbuch | mannen     | 16e       | 385,24 punten schans: 187,8 p 95,8 (73,5 m)+92,0 (75,0 m)+91,8 (75,0 m) 15 km: 197,44 p (50.14,09)   |
| Günther Abel     | mannen     | 20e       | 376,52 punten schans: 184,9 p 78,8 (66,0 m)+86,5 (72,5 m)+98,4 (78,5 m) 15 km: 191,62 p (50.53,07)   |

### Rodelen
| Olympiër                        | Discipline | Resultaat | Prestatie                                             |
| ------------------------------- | ---------- | --------- | ----------------------------------------------------- |
| Anton Winkler                   | mannen     | Brons     | 2.56,545 (+1,749) (43,885 / 44,045 / 44,310 / 44,305) |
| Gerhard Böhmer                  | mannen     | 7e        | 2.57,769 (+2,973) (44,010 / 44,741 / 44,434 / 44,584) |
| Anton Wembacher                 | mannen     | 8e        | 2.58,012 (+3,216) (44,308 / 44,549 / 44,835 / 44,320) |
| Elisabeth Demleitner            | vrouwen    | 4e        | 2.37,918 (+1,381) (39,568 / 39,460 / 39,466 / 39,424) |
| Andrea Fendt                    | vrouwen    | 12e       | 2.41,391 (+4,854) (40,234 / 40,458 / 40,215 / 40,484) |
| Anton Winkler Anton Wembacher   | dubbel     | 6e        | 1.20,012 (+0,681) (39,916 / 40,096)                   |
| Hans Brandner Balthasar Schwarm | dubbel     | 7e        | 1.20,063 (+0,732) (39,814 / 40,249)                   |

### Schaatsen
| Olympiër        | Discipline | Resultaat | Prestatie        |
| --------------- | ---------- | --------- | ---------------- |
| Herbert Schwarz | 1000 m (m) | 39e       | 1.44,23 (+29,05) |
| Herbert Schwarz | 1500 m (m) | 12e       | 1.59,58 (+4,14)  |
| Brigitte Flierl | 500 m (v)  | 28e       | 45,28 (+3,50)    |
| Brigitte Flierl | 1000 m (v) | 33e       | 1.33,61 (+9,51)  |
| Monika Holzner  | 500 m (v)  | 25e       | 44,59 (+2,81)    |
| Monika Holzner  | 1000 m (v) | 21e       | 1.30,13 (+6,03)  |
| Sigrid Smuda    | 500 m (v)  | 17e       | 44,11 (+2,33)    |
| Sigrid Smuda    | 1000 m (v) | 23e       | 1.30,29 (+6,19)  |
| Sigrid Smuda    | 1500 m (v) | 22e       | 2.18,86 (+7,91)  |
| Sigrid Smuda    | 3000 m (v) | 19e       | 4.53,55 (+21,42) |

### Schansspringen
| Olympiër         | Discipline         | Resultaat | Prestatie                                           |
| ---------------- | ------------------ | --------- | --------------------------------------------------- |
| Peter Leitner    | normale schans (m) | 19e       | 223,0 punten 114,3 p. (81,0 m) + 108,7 p. (77,5 m)  |
| Peter Leitner    | grote schans (m)   | 18e       | 221,5 punten 116,6 p. (106,0 m) + 104,9 p. (98,0 m) |
| Hubert Schwarz   | normale schans (m) | 25e       | 209,1 punten 113,2 p. (80,0 m) + 95,9 p. (72,0 m)   |
| Hubert Schwarz   | grote schans (m)   | 41e       | 181,9 punten 115,5 p. (104,5 m) + 66,4 p. (78,0 m)  |
| Hermann Weinbuch | grote schans (m)   | 48e       | 155,4 punten 83,2 p. (85,0 m) + 72,2 p. (80,0 m)    |

### IJshockey
| Olympiër | Discipline | Resultaat | Prestatie |
| --- | ---------- | --------- | --- |
| Bernd Englbrecht Sigmund Suttner Udo Kießling Harald Krüll Klaus Auhuber Horst-Peter Kretschmer Joachim Reil Peter Scharf Rainer Philipp Franz Reindl Marcus Kuhl Martin Hinterstocker Uli Egen Gerd Truntschka Hans Zach Hermann Hinterstocker Ernst Höfner Vladimir Vacatko Martin Wild Holger Meitinger | mannen     | 10e       | Voorronde groep B: 4- 6 West-Duitsland - Roemenië 10- 4 West-Duitsland - Noorwegen 2- 5 West-Duitsland - Zweden 3-11 West-Duitsland - Tsjecho-Slowakije 2- 4 West-Duitsland - Verenigde Staten |

Andorra · Argentinië · Australië · België · Bolivia · Bondsrepubliek Duitsland · Bulgarije · Canada · China · Costa Rica · Cyprus · Duitse Democratische Republiek · Finland · Frankrijk · Griekenland · Groot-Brittannië · Hongarije · IJsland · Italië · Japan · Joegoslavië · Libanon · Liechtenstein · Mongolië · Nederland · Nieuw-Zeeland · Noorwegen · Oostenrijk · Polen · Roemenië · Sovjet-Unie · Spanje · Tsjecho-Slowakije · Verenigde Staten · Zuid-Korea · Zweden · Zwitserland